# ぐっすんおよよ
『ぐっすんおよよ』は、1993年9月に日本のアイレムから稼働されたアーケード用アクションパズルゲーム。ダンジョンに落ちてしまったぐっすんたちを時間内に救出させるストーリー。
落ちてくるブロックを操作して道をつくり、画面内にいる主人公の「ぐっすん」および「およよ」をゴールまで導くことが目的。『テトリス』（1984年）のような落ち物ゲームと、『レミングス』（1991年）のような誘導型パズルゲームを合わせたようなゲーム内容である。通常のパズルゲームと大きく異なるのは、落ちてくるブロック出現パターンがランダムなため、明確な攻略方法が存在しないことである。
開発はアイレムが行い、音楽は『アンダーカバーコップス』（1992年）を手掛けた冷牟田卓志が担当している。
1995年に『すーぱーぐっすんおよよ』のタイトルでスーパーファミコンに移植された他、タイトル改変なしでPlayStationに移植、1996年に『ぐっすんおよよS』のタイトルでセガサターンに移植された。その後様々な家庭用ゲーム機で他社による続編が製作された。泣いている様子を表わす言葉でできたタイトル名から後年話題になった。2003年には携帯電話ゲームとして配信された。スーパーファミコン版はバーチャルコンソール対応ソフトとして2008年にWii、2015年にWii Uにて配信された。
アーケード版はゲーム誌『ゲーメスト』の企画「第7回ゲーメスト大賞」（1993年度）にてベストアクション賞8位を獲得した。

## ゲーム内容
基本ルール
プレイヤーが行えることは、画面上から下へ向かって落ちるブロック、または爆弾を操作・任意に爆破し、主人公「ぐっすん」「およよ」の足場を積み上げることや、足場を破壊すること、主人公の邪魔をする敵を動けなくなるようにすることができる。さらには落下中のブロックをそのまま利用して主人公を乗せたり、主人公を押して空中を移動させたりすることも出来る。また、ブロックや爆弾を使って無理やり主人公を移動させることができる。
主人公は段差が1段だけ高ければ登ることが出来る。また、主人公の近くにブロックを置くと主人公があわててブロックと反対方向へ走り、近くで爆弾を爆発させると怯えて動けなくなるリアクションを取る。
最終的に主人公を誘導しながら、ステージ内にあるゴール判定の扉のいずれかに接触させることで、ゴール全体および足場が出現しステージクリアとなる。これはブロックを使った空中移動で接触することでも、ゴールとして成立する。
ミスになる条件
主人公が「ブロックで押しつぶされる」「敵や棘の壁、床に接触する」「水に入って溺れる」「ブロックを上まで積み上げる」である。「ぐっすん」「およよ」はプレイヤーの思い通りには動かず愚かな行動をとることが多いため、落下するブロックなどで行動操作をする必要がある。
その他
一定時間が経過すると、ステージの下部から水が溢れだしその水位は徐々に上昇する（ステージによっては最初から一定の水位まで水が溢れていることもある。また、ステージ開始後しばらくの間水位が徐々に低下していくステージもある）。また、ステージによってはゴールが複数存在するものもあり、どのゴールに着いたかでクリアボーナス（難しいと思われるゴールほど高得点の傾向がある）や次のステージが異なってくる。
ステージ内には敵の他にアイテムもいくつか存在し、得点になるモノや、敵の動きや水の水位を一時的に停止させるものなどが存在する。
あらかじめ初回の開始ステージが変化する選択肢設定の他に、ゲーム開始前に特定の操作をすることで選択可能な、プロローグの内容やゲーム中のえみりのセリフなどが変化する「変態モード」が存在する（ステージ構成等は通常モードと同じ）。

## 登場キャラクター
ぐっすん
本作の主人公で、1Pキャラクター。青い服を着ている。
一見すると子供だがプロのトレジャーハンターで、いつも探索しているダンジョンで洪水に遭遇する。
およよ
本作のもう一人の主人公で、2Pキャラクター。緑の服を着ている。
ぐっすんの相棒だが、服の色以外の差異が全くない。
えみり
ぐっすん、およよと同じ村に住む少女で、本作のヒロイン。
デモ画面やエンディングなどに登場する。
じょおじ
同じく村の青年。筋肉質のナイスガイ。
ぷにくん
オレンジ色のスライムのような敵キャラクター。
その場から動かない。
ぽにくん
青と緑のスライムのような敵キャラクター。
ぷにくんと違い、ゆっくりだが移動できる。
おにのちびたくん
青い小鬼の姿の敵。ただ歩いているだけで、能力はぐっすんたちとほぼ同じ。
デモ画面などによく登場するが、実際に登場するステージはとても少ない。
がちゃくん
緑の怪獣のような敵。角があるため上からブロックで潰せない（ブロックが破壊される）。
これを利用して不要なブロックを処理してもらうステージも存在する。
TVCMでは火炎ブレスを吐くが、実際のゲーム内ではそのような攻撃はしてこない。
ぽむぺくん
オレンジの頭部と一体化した体に大きな足が生えている敵キャラクター。
ジャンプしながら移動するが、2ブロック以上を跳び上がれるわけではない。
ぺろくん
黄色いなめくじのような敵。地形に沿って這いずりながら移動する。
2ブロック以上あっても這い上がり、外周も移動する。
ひのたまめらめらくん
顔のある火の玉の姿の敵。浮遊しながら移動する。
移動はランダム性があり、ぐっすんに近づくときもあれば遠ざかる時もある。
ふーくん
死神のような姿の敵。浮遊しながらぐっすんに近づいてくる。
ぐっすんに接近すると手にした鎌を振りかざして攻撃する。
よよくん
緑の敵キャラクター。地面（設置したブロック）から這い出すように出現する。
行動はおにのちびたくんと同じだが、ぐっすんの足元からいきなり出現することがある。
どきどきばくはつくん
爆弾に足が生えている敵キャラクター。
普通は歩いているだけだが、ランダムで赤く光った直後に爆発する。
爆発はボムブロックと同じ属性を持つ。

## 移植版
| No. | タイトル                                | 発売日         | 対応機種           | 開発元             | 発売元       | メディア                              | 型式                       | 備考                       | 出典         |
| --- | --------------------------------------- | -------------- | ------------------ | ------------------ | ------------ | ------------------------------------- | -------------------------- | -------------------------- | ------------ |
| 1   | すーぱーぐっすんおよよ                  | 1995年8月11日  | スーパーファミコン | カンズ             | バンプレスト | 12メガビットロムカセット              | SHVC-AP7J-JPN              |                            |              |
| 2   | ぐっすんおよよ                          | 1995年4月28日  | PlayStation        | エクシング         | エクシング   | CD-ROM                                | SLPS-00041                 |                            |              |
| 3   | ぐっすんおよよS                         | 1996年3月29日  | セガサターン       | エクシング         | エクシング   | CD-ROM                                | T-26101G                   |                            |              |
| 4   | エクシングマル安シリーズ ぐっすんおよよ | 2000年4月6日   | PlayStation        | エクシング         | エクシング   | CD-ROM                                | SLPS-02723                 | 廉価版                     |              |
| 5   | ぐっすんおよよ                          | 2003年10月16日 | ezplus             | アルファストリーム | サイバード   | ダウンロード （ミニゲー☆天国!）       | -                          |                            | [ 5 ]        |
| 6   | ぐっすんおよよ                          | 2003年11月1日  | iアプリ            | アルファストリーム | サイバード   | ダウンロード （ゲームの殿堂!!!）      | -                          |                            | [ 6 ]        |
| 7   | すーぱーぐっすんおよよ                  | 2008年3月18日  | Wii                | カンズ             | バンナム     | ダウンロード （バーチャルコンソール） | スーパーファミコン版の移植 |                            | [ 7 ]        |
| 8   | すーぱーぐっすんおよよ                  | 2015年8月19日  | Wii U              | カンズ             | バンナム     | ダウンロード （バーチャルコンソール） | -                          | スーパーファミコン版の移植 | [ 9 ] [ 10 ] |

## スタッフ
スーパーファミコン版
- 監督：やまし
- 舞台演出：ちんやん
- 舞台美術：遊子、アローフィールド
- 撮影主任：定やん
- 撮影：PAM
- 音響効果：山崎憲司
- 録音：yyao
- 大道具：定本克彦
- 衣装協力：K.MINODA
- 協力：ずきお、ANISAKISS、ZEN
- 制作・総指揮：八郎. N

## 評価
アーケード版
ゲーム誌『ゲーメスト』の企画「第7回ゲーメスト大賞」（1993年度）において、読者投票によりベストアクション賞8位、年間ヒットゲーム49位を獲得した。
スーパーファミコン版
ゲーム誌『ファミコン通信』の「クロスレビュー」では、7・7・5・6の合計25点、『ファミリーコンピュータMagazine』の読者投票による「ゲーム通信簿」での評価は以下の通りとなっており、21.6点（満30点）となっている。
| 項目 | キャラクタ | 音楽 | お買得度 | 操作性 | 熱中度 | オリジナリティ | 総合 |
| 得点 | 4.1        | 3.4  | 3.3      | 3.5    | 3.7    | 3.6            | 21.6 |
PlayStation版
ゲーム誌『ファミコン通信』の「クロスレビュー」では、7・6・6・8の合計27点、『PlayStation Magazine』の読者投票による「ゲーム通信簿」での評価は以下の通りとなっており、21.6点（満30点）となっている。
| 項目 | キャラクタ | 音楽 | お買得度 | 操作性 | 熱中度 | オリジナリティ | 総合 |
| 得点 | 4.1        | 3.6  | 3.2      | 3.5    | 3.5    | 3.5            | 21.4 |
セガサターン版
ゲーム誌『ファミコン通信』の「クロスレビュー」では合計23点、『SATURN FAN』の読者投票による「ゲーム通信簿」での評価は以下の通りとなっており、20.2点（満30点）となっている。
| 項目 | キャラクタ | 音楽 | お買得度 | 操作性 | 熱中度 | オリジナリティ | 総合 |
| 得点 | 4.0        | 3.2  | 3.0      | 3.2    | 3.5    | 3.3            | 20.2 |

## 続編
すーぱーぐっすんおよよ2
- 1996年5月24日にバンプレストから発売されたスーパーファミコン用ソフト。

続ぐっすんおよよ
- 1996年10月10日にエクシングから発売されたPlayStation用ソフト。2011年7月6日にPlayStation PortableおよびPlayStation 3のゲームアーカイブスでダウンロード販売。2018年10月30日配信終了。
- 1997年2月28日にセガサターン用ソフトとしても発売された。

ぐっすんぱらだいす
- 1996年11月26日にアイレムから発売されたPlayStation用ソフト。